# 蜘蛛山乡
蜘蛛山乡是中国辽宁省阜新市阜新蒙古族自治县下辖的一个乡。

## 行政区划
蜘蛛山乡下辖蜘蛛山村、葫芦汤村、胡宝吐村、娘及营子村、青山村、双山子村、石头营子村、奈林皋村、刘家湾子村、塔子沟村。